# Долгих, Олеся
Олеся Артуровна Долгих (17 декабря 1997, Воронеж) — российская футболистка, полузащитница клуба «Рубин».

## Биография
В начале карьеры выступала в мини-футболе в первом дивизионе России и студенческих соревнованиях. По состоянию на 2015 год играла в первой лиге за клуб «Чайка» (Усмань), на 2016 год — за «Сталь» (Воронеж). Несколько лет играла за команду Воронежского института физкультуры (ВГИФК) в региональных и всероссийских студенческих соревнованиях. Становилась лучшим бомбардиром 12-го сезона проекта «Мини-футбол — в вузы» (сентябрь 2020) и финального этапа Всероссийских соревнований студентов по футболу 7х7 (ноябрь 2020).
В большом футболе несколько лет играла за команду первого дивизиона «Академия футбола» (Тамбов). В 2020 году участвовала в финальном турнире первой лиги, где её клуб занял пятое место.
В 2021 году перешла в «Ростов», проводивший дебютный сезон в высшем дивизионе. Первый матч за клуб сыграла 27 марта 2021 года против московского «Локомотива». Всего за сезон сыграла 13 матчей, в которых не забила голов. В январе 2023 года перешла в казанский «Рубин».
В домашней игре сезона 2024 против московского Локомотива в отсутствие постоянного капитана Яны Шолгиной вывела команду с капитанской повязкой.